# Lafões
Lafões es una indicación geográfica portuguesa -en portugués, Indicação de Proveniência Regulamentada (IPR)- para vinos producidos en la región demarcada de Lafões, situada a lo largo del valle del Vougo, abarcando los concelhos de Oliveira de Frades, São Pedro do Sul y Vouzela.
Los vinos de Lafões pueden ser blancos o tintos.

## Variedades de uva
- Tintas: Amaral, Jaen y Pilongo.
- Blancas: Arinto (Pedernã) y Cercial.